# Campionato europeo di baseball 1969
Il campionato europeo di baseball 1969 è stato l'undicesima edizione del campionato continentale. Si svolse a Wiesbaden, nell'allora Germania Ovest, dal 25 luglio al 3 agosto, e fu vinto dai Paesi Bassi, alla loro ottava affermazione in ambito europeo.

## Squadre partecipanti
- Belgio
- Francia
- Germania Ovest
- Italia

- Paesi Bassi
- Spagna
- Svezia

## Risultati

### Gruppo A
|    | Team        | V - P | Pf - Ps | %     |
| -- | ----------- | ----- | ------- | ----- |
| 1. | Paesi Bassi | 2 - 0 | 17 - 4  | 1.000 |
| 2. | Italia      | 1 - 1 | 13 - 10 | 0.500 |
| 3. | Belgio      | 0 - 2 | 2 - 18  | 0.000 |

| Wiesbaden 1969 | Belgio | 0 – 9 | Paesi Bassi |  |

| Wiesbaden 1969 | Belgio | 2 – 9 | Italia |  |

| Wiesbaden 1969 | Paesi Bassi | 8 – 4 | Italia |  |

### Gruppo B
|    | Team           | V - P | Pf - Ps | %     |
| -- | -------------- | ----- | ------- | ----- |
| 1. | Germania Ovest | 2 - 1 | 26 - 16 | 0.667 |
| 2. | Svezia         | 2 - 1 | 35 - 27 | 0.667 |
| 3. | Spagna         | 2 - 1 | 25 - 23 | 0.667 |
| 4. | Francia        | 0 - 4 | 13 - 33 | 0.000 |

| Wiesbaden 1969 | Spagna | 2 – 16 | Svezia |  |

| Wiesbaden 1969 | Francia | 2 – 5 | Germania Ovest |  |

| Wiesbaden 1969 | Spagna | 6 – 2 | Germania Ovest |  |

| Wiesbaden 1969 | Francia | 6 – 11 | Svezia |  |

| Wiesbaden 1969 | Spagna | 17 – 5 | Francia |  |

| Wiesbaden 1969 | Germania Ovest | 19 – 8 | Svezia |  |

### Incontro di Classificazione
| Wiesbaden 1969 | Germania Ovest | 6 – 3 | Belgio |  |

## Classifica finale
| Campione d'Europa | Campione d'Europa | Campione d'Europa |
| ----------------- | ----------------- | ----------------- |
| Paesi Bassi       |                   |                   |
| Argento           | Italia            |                   |
| Bronzo            | Spagna            |                   |
| 4.                | Germania Ovest    |                   |
| 5.                | Belgio            |                   |
| 6.                | Svezia            |                   |
| 7.                | Francia           |                   |